# Riesen-Seidenkuckuck
Der Riesen-Seidenkuckuck (Coua gigas), auch Riesencoua genannt, ist eine Vogelart aus der Gattung der Seidenkuckucke (Coua). Er kommt auf Madagaskar vor und repräsentiert die größte rezente Seidenkuckuckart.

## Merkmale
Der Riesen-Seidenkuckuck erreicht eine Größe von 58 bis 62 Zentimetern. Es gibt keinen Geschlechtsdimorphismus. Der Oberkopf ist dunkelbraun, der Nacken, der Rücken und die Flügel sind olivgrau mit einem stumpf bronzefarbenen Glanz. Der Schwanz ist glänzend schwarz. Die äußeren Schwanzfedern zeigen weiße Spitzen. Die Unterseite, die Kehle und die Oberbrust sind weiß. Die Unterbrust ist lohfarben. Der Bauch ist rostbraun bis schwarz. Die Unterschwanzdecken sind schwarz. Die nackte Gesichtshaut um die Augen ist dreifarbig. Der obere Bereich ist leuchtend grünlichblau, unterhalb und hinter den Augen ist sie rosa bis violett und vor den Augen ist sie graublau. Die nackte Gesichtshaut ist von schwarzen Federn umrandet. Um die braune bis rötlichbraune Iris verläuft ein blauer Augenring. Der Schnabel, die Beine und die Füße sind schwarz.
Bei juvenilen Vögeln ist das Gefieder stumpfer und weniger leuchtend. Die Flügeldecken sind olivgrau mit beigen Flecken. Die Handschwingen und die Armschwingen sind olivgrau mit beigen Spitzen und einer schwarzen Subterminalbinde. Der Schwanz ist weniger glänzend als bei den Altvögeln. Die nackte Gesichtshaut ist stumpf blau. Der Schnabel ist hell.

## Lautäußerungen
Der Ruf kann aus tiefen „wo wok wok“-Tönen, aus einem kehligen „ayoo-ew“-Laut, einem nachhallenden „kookookookoogogo“ und einem kurzen Grunzen bestehen.

## Lebensraum
Der Riesen-Seidenkuckuck bewohnt trockene Wälder, Dornbuschland in Gegenden mit kalkreichen Böden, Wälder und Buschland auf Sandböden, Galeriewälder sowie küstennahe Wälder mit großen Bäumen und spärlichem Unterholz. In Wäldern auf Laterit-Böden fehlt er. Der Riesen-Seidenkuckuck ist in Regionen von Meereshöhe bis in Höhenlagen von 1250 Metern anzutreffen.

## Verbreitung und Status
Der Riesen-Seidenkuckuck kommt im Süden und Westen Madagaskars nördlich bis zum Fluss Betsiboka vor. Er ist ziemlich häufig in dornigen Wäldern und Galeriewäldern, häufig im Westen und weniger häufig im Süden seines Verbreitungsgebietes. Die IUCN stuft den Riesen-Seidenkuckuck in die Kategorie nicht gefährdet ein. Örtlich wird er von Kindern gejagt.

## Lebensweise

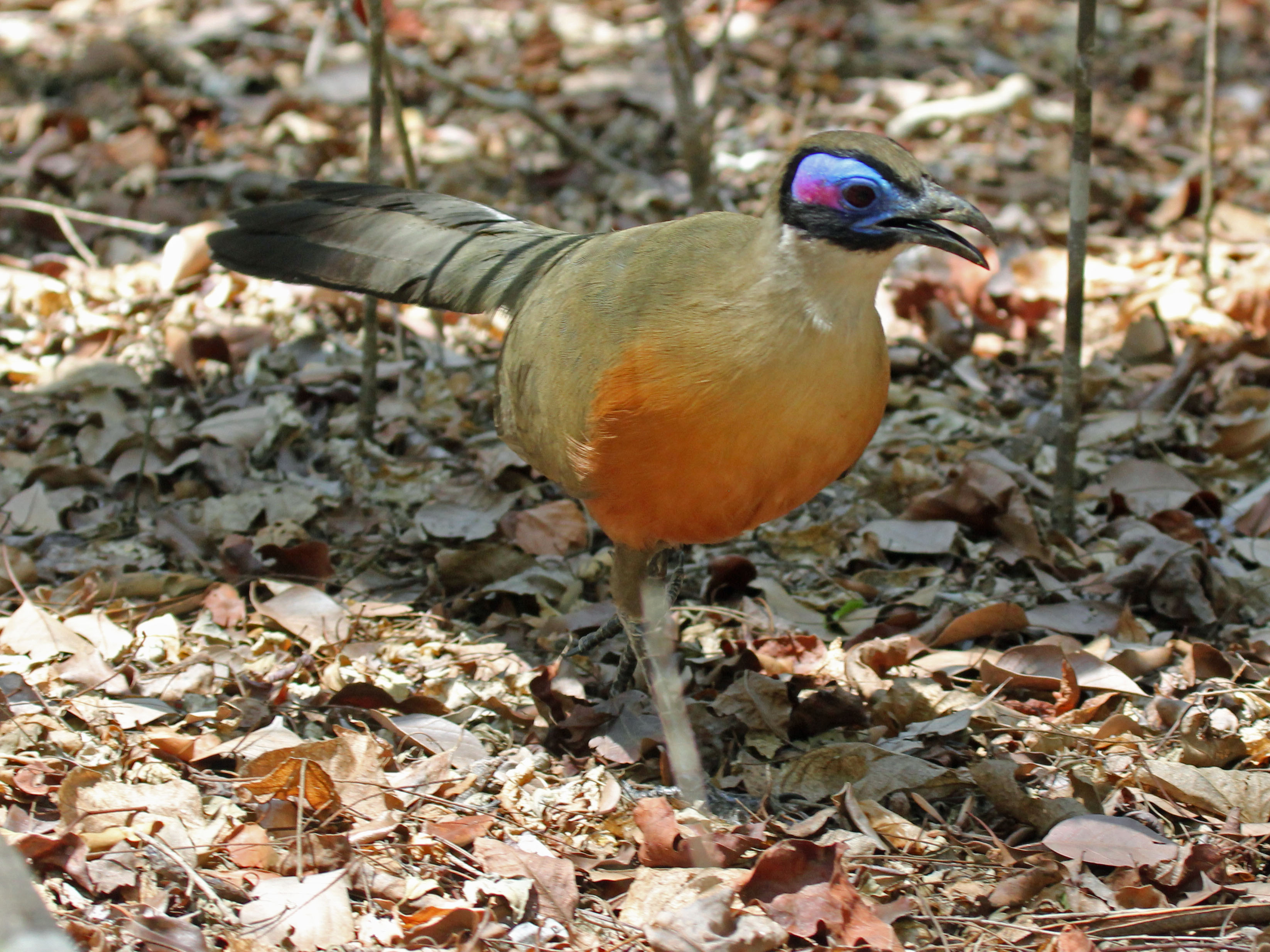
Riesen-Seidenkuckuck, Madagaskar

Der Riesen-Seidenkuckuck geht überwiegend auf dem Boden auf Nahrungssuche. Er läuft auf dem Waldboden und scharrt im Laub nach Insekten und anderen Wirbellosen. Beim Aufstöbern der Beute bewegt er sich flink und ändert plötzlich in einem scharfen Winkel die Richtung. Beim Beutefang auf Bäumen stößt er sich mit Beinen und Füßen ab, springt in die Luft und fängt seine Nahrung im Flug. In den frühen Morgenstunden besucht er häufig sonnige Flecken auf dem Waldboden, breitet seine Flügel aus und nimmt die Wärme auf.
Die Nahrung besteht aus Insekten und anderen terrestrischen Wirbellosen, darunter Tausendfüßern, Käfern, Ameisen, Fliegen, Schmetterlingslarven, Grashüpfern und kleinen Reptilien. Gelegentlich frisst er auch Samen. Nestbau wurde von Ende Oktober bis Dezember beobachtet. Nester mit Eiern wurden im November und Dezember gefunden und Jungvögel wurden im Januar beobachtet. Männchen und Weibchen bauen das napfförmige Nest gemeinsam. Es wird aus Zweigen, Rinde und großen Blättern in drei bis zehn Metern über dem Boden in Akazien und Tamarinden errichtet und mit Blattstielen gepolstert. Gewöhnlich ist es in der dichten Vegetation der Lianen versteckt. Das Nest hat einen Umfang von 25 bis 40 Zentimetern und ist 25 Zentimeter hoch. Das Gelege besteht gewöhnlich aus drei stumpfweißen Eiern, die 43,5 × 32 mm messen. Die Dauer der Brut- und Nestlingszeit ist unbekannt. Der Riesen-Seidenkuckuck ist ein Standvogel.